# Crepis monticola
Crepis monticola là một loài thực vật có hoa trong họ Cúc. Loài này được Coville mô tả khoa học đầu tiên năm 1896.